# Рікардо Мадуро
Рікардо Родольфо Мадуро Хоест (20 квітня 1946 , Панама ) — президент Гондурасу з 2002 до 2006 року. Колишній голова правління Центрального банку Гондурасу.

## Життєпис
Народився в Панамі. Закінчив Стенфордський університет у США, де вивчав підприємництво.
25 листопада 2001 року відбулись загальні вибори, в результаті яких Рікардо Мадуро переміг своїх опонентів, здобувши 52,2 % голосів виборців. Його основний суперник, кандидат від Ліберальної партії Рафаель Пінеда здобув 44,3 % голосів.
Рікардо Мадуро вразив співгромадян тим, що після інавгурації прибув до президентського палацу за кермом власного автомобіля, хоч і у супроводі двох охоронців. На сходах палацу він одразу почав давати інтерв'ю журналістам, під час якого повідомив сенсаційну новину, що Гондурас відновлює дипломатичні відносини з Кубою, які було перервано понад 30 років тому.
Ставши президентом, одразу ж оголосив про масштабну операцію, в ході якої посилені наряди поліції та військовослужбовців узяли під контроль чотири найбільш криміногенних міста країни, включаючи столицю — місто Тегусігальпа. Він також змусив чиновників користуватись власними авто замість службових.
У Рікардо Мадуро три дочки й син, якого було викрадено та вбито 23 квітня 1997 року. Його тіло знайшли за два дні. Ця трагедія стала поштовхом, що спонукав Мадуро на рішення балотуватись на посаду президента Гондурасу. Вона ж зробила його настільки відомим і популярним, що його обрали всупереч конституції країни, що забороняла ставати головою держави особам, які не народились на її території.

### Катастрофа 2 травня 2005 року
2 травня 2005 літак Сессна, на борту якого перебував Рікардо Мадуро й особи супроводження, зазнав катастрофи. Рікардо Мадуро й інші особи не постраждали. Причиною падіння літака стали технічні неполадки. Подія сталась, коли Мадуро прямував з Тегусігальпи до курортного міста Тела на нараду керівників регіонів країни.